# 10 (число)
10 (десять) — натуральное число, расположенное между числами 9 и 11. Оно не является простым числом, а относительно последовательности простых чисел расположено между 7 и 11.

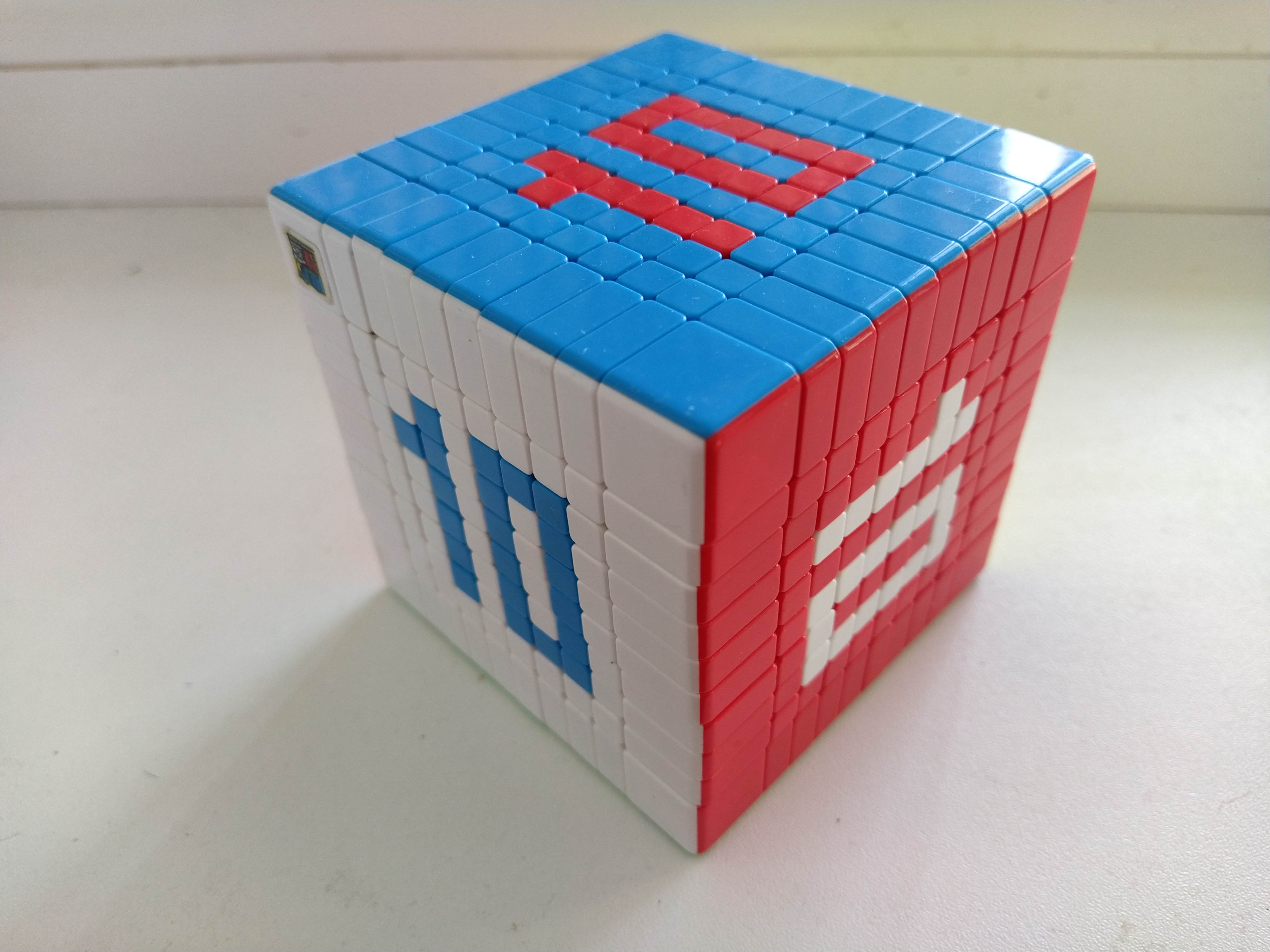
Узор «Тройная десятка» на кубике Рубика размером 10×10×10

## Свойства
- Основание:
  - самой распространённой (десятичной) системы счисления[1]
  - десятичного логарифма
- Четвёртое треугольное число. ↓6, ↑15
- Третье тетраэдральное число. ↓4, ↑20
- Чётное двухзначное число.
- 210 = 1024, двоичная приставка: киби (Ки).
- Сумма первых четырёх факториалов (0! + 1! + 2! + 3!). ↓4, ↑34
- Сумма первых трёх простых чисел (2+3+5). ↓5, ↑17
- Сумма цифр этого числа — 1.
- Произведение цифр этого числа — 0.
- Квадрат числа 10 — 100.
- Является полупростым числом[2].
- Составное число, равное сумме простых чисел, не меньших его наименьшего и не превышающих его наибольшего простого делителя (2+3+5)[3]. Другие числа данной последовательности, меньшие миллиарда — 39, 155 и 371.
- Наименьшее число, которое можно представить в виде суммы двух простых чисел двумя разными способами, с точностью до порядка слагаемых (3+7 и 5+5). ↓4, ↑22
- Группа перестановок порядка 4 содержит 10 инволюций[4]:
  - 1 тождественная перестановка,
  - 6 транспозиций,
  - 3 перестановки, каждая из которых состоит из двух непересекающихся транспозиций.
- Недостаточное число.
- Злое число.